# Parti Populaire
Parti Populaire (PP) (nederlandsk (officielt): Personenpartij, dansk (oversat): Folkepartiet eller Personpartiet) er et belgisk konservativt liberalt parti.
Partiet blev grundlagt den 26. november 2009 af Rudy Aernoudt og advokaten Mischaël Modrikamen, som i begyndelsen af 2009 var blevet kendte for at forsvare småaktionærernes interesser i forbindelse med skandalerne omkring banken Fortis. 
Partiet deltog i Parlamentsvalget i Belgien 2010, hvor det fik valgt et medlem ind i Kammeret i det føderale parlament. Det nyvalgte parlamentsmedlem blev ret hurtigt løsgænger. Ved valget i 2014 blev mandatet i Kammeret genvundet af en anden kandidat. Parti Populair er også repræsenteret i det vallonske parlament og i det fransktalende fællesskabs parlament. 
Partiet er medlem af Alliancen for direkte demokrati i Europa.
| Politisk parti | Spire Denne artikel om et politisk parti eller gruppe er en spire som bør udbygges. Du er velkommen til at hjælpe Wikipedia ved at udvide den. |